# Danny Griffin (attore)
Daniel Patrick Griffin (Londra, 2 luglio 1997) è un attore e modello britannico, noto per aver interpretato Sky nella serie televisiva Fate: The Winx Saga.

## Biografia
Griffin nasce a Londra il 2 luglio 1997 ma cresce in Cornovaglia con la famiglia. A 17 anni fa ritorno nella capitale inglese per studiare recitazione. Il suo debutto risale al 2017 quando interpreta Danny in Free Rain. La notorietà invece è dovuta alla serie televisiva Fate: The Winx Saga in cui interpreta Sky.
Da settembre 2021 a dicembre 2023 è stato fidanzato con l'attrice statunitense Abigail Cowen, conosciuta sul set di quest'ultima serie.

## Filmografia

### Cinema
- Surviving Christmas with the Relatives, regia di James Dearden (2018)
- The Gentlemen, regia di Guy Ritchie (2019)

### Televisione
- Free Rain - serie TV, episodio 1x08 (2017)
- So Awkward - serie TV, episodio 5x01 (2019)
- Get Even - serie TV, 9 episodi (2020)
- Fate: The Winx Saga - serie TV, 13 episodi (2021-2022)

## Doppiatori italiani
Nei suoi lavori Griffin è stato doppiato da:
- Gabriele Vender in The Gentlemen
- Riccardo Suarez in Fate: The Winx Saga